# Дмитрий Александрович Зерно
Дмитрий Александрович Зерно (умер в 1-й половине XIV в., Москва) — костромской боярин, родоначальник ряда известных дворянских родов Сабуровых, Годуновых и Вельяминовых-Зерновых.

## Происхождение и биография
Дмитрий Зерно был боярином великого московского князя Ивана Даниловича Калиты (1288—1340). По предположению С. Б. Веселовского, специально изучавшего генеалогию боярского рода Зерновых, выезд Дмитрия Зерно на службу к московскому князю из Костромы относился ко времени после 1328 года, когда Иван Калита получил в Орде ярлык, позволявший владеть половиной великого княжения — Костромой и Великим Новгородом.
Роды Сабуровых и Годуновых в XVI веке находились на самом почётном месте: они открывали список старомосковских боярских родов в «Государеве родословце», что сразу позволяет оценить их настоящее положение в боярской среде. При этом основателем рода значится Дмитрий Зерно, об ордынском мурзе Чете пока никто не знает.
В официальном «Государевом родословце», созданном в 1555/56 году, говорилось:

РОД САБУРОВЫХ и ГОДУНОВЫХ. У Дмитрея у Зерна были 3 сына: Иван, да Констянтин Шея, бездетен, да Дмитрей. А у Ивана Дмитреевича дети: Федор Сабур, Данило Подольской, бездетен, да Иван Годун…— 
Предполагаемым отцом Дмитрия Зерно был упомянутый в источниках костромской боярин Александр Зерно. В 1304 году, по сообщению Симеоновской летописи, в Костроме от рук вечников, выступивших против бояр, изменивших московскому великому князю, погиб боярин Александр Зерно. «Того же лета бысть вечье на Костроме на бояр Давида Явидовичя да на Жеребца да на иных. Тогда же и Зерня убили Александра». Большинство исследователей считают, что прозвище Зерно перешло от отца к сыну, и Александр Зерно был отцом Дмитрия. Кроме того, Александр Зерно был захоронен в родовой усыпальнице Годуновых в Ипатьевском монастыре. Имя Александр встречается в начале поминаний Годуновых в синодиках Ипатьевского монастыря и Успенского собора в Ростове.
На основании ряда данных В. Н. Козляков делает предположение о новгородском происхождении рода Дмитрия Зерно. В легенде об основании монастыря можно выделить факт почитания святых Ипатия Гангрского и апостола Филиппа. В других городах Северо-Восточной Руси храмов с таким посвящением не встречается. Их возникновение можно связать с тем, что Костромская земля в церковном отношении могла находиться под влиянием не одной Москвы, а еще и Великого Новгорода. Храм, посвященный Ипатию Гангрскому, по сообщению Новгородской Первой летописи, был впервые построен в Славенском конце на Торговой стороне Новгорода в 1183 году: «Постависта цьрковь Святого Еупатия Радъко с братом на Рогатеи улици». Некоторое время спустя, в 1194 году, в том же Славенском конце появилась церковь Апостола Филиппа в Нутной улице. Строителем этой церкви назван новгородский боярин Родослав Данилович, которого можно отождествить с тем же Радкой (Радко — уменьшительное имя от Родослава), построившим Ипатьевский храм.
Совпадение храмовых посвящений Ипатию Гангрскому и апостолу Филиппу в роду новгородского боярина конца XII — начала XIII века Родослава Даниловича и у основателя рода Сабуровых и Годуновых, жившего во второй половине XIII века, скорее всего неслучайно. Около 1369—1372 годов после пожара в Славенском конце была заложена каменная церковь Святого Ипатия «на Рогатице»; следовательно, у храма и в более позднее время оставались богатые ктиторы. Скорее всего они были новгородцами, но полностью исключать того, что в постройке нового храма могли участвовать другие потомки Родослава Даниловича или их родственники, оказавшиеся на службе у московского князя, тоже нельзя.
Возможно, что корни ещё одного старомосковского боярского рода уходят в Новгород, как это было, например, с Ратшичами. Ведь в дальнейшем линия потомков Родослава Даниловича или его брата, тоже упомянутого (но без имени) в качестве строителя церкви Ипатия Гангрского, в Новгороде не прослеживается. Не исключено, что это произошло потому что представители этого боярского рода уехали из Новгорода служить московскому князю.

## Легендарная версия рода
«Дед» Дмитрия Зерно князь (мурза) Чет появляется в родословной его потомков только во второй половине XVI в., в период возвышения Бориса Годунова, для обоснования властных амбиций. О существовании выходца из Орды говорится в единственном источнике — «Сказании о Чете», информация из которого попала в поздние редакции «Государева родословца». Достоверность источника, однако, невелика, полагает известный ученый Р. Г. Скрынников. Составителями «Сказания» были монахи Ипатьевского монастыря в Костроме. Монастырь служил родовой усыпальницей Годуновых. Сочиняя родословную сказку о Чете, монахи стремились исторически обосновать княжеское происхождение династии Бориса, а заодно извечную связь новой династии со своим монастырем. Направляясь из Сарая в Москву, утверждали ипатьевские книжники, ордынский князь Чет успел мимоходом заложить православную обитель в Костроме… «Сказание о Чете» полно исторических несообразностей и не заслуживает ни малейшего доверия.
Легенда о выезде мурзы Чета и основании им Ипатьевского монастыря в 6838 (1330) году уже присутствует в некоторых редакциях родословцев конца XVI — начала XVII века: «В лето 6838 при государе великом князе Иване Даниловиче и при митрополите Петре Чудотворце прииде из Большии Орды князь, имянем Чет, и крестися на Руси, а во святом крещении имя ему Захария. А у Захарья сын Александр, а у Александра сын Дмитрий Зерно, а у Дмитрия Зернова: Иван, Костянтин Шея да Дмитрий. А у Ивана Дмитриевича у Зернова дети: 1-й Федор Сабур, 2-й Данило Подолской, Иван Годун». С. Б. Веселовский обратил внимание на стремление составителей родословцев подчеркнуть, что Захарий-Чет изначально пользовался покровительством московских (киевских) митрополитов Петра (? — 1326) и Феогноста (? — 1353) (хотя митрополит Петр умер до предполагаемого приезда Захария на Русь).
Появление Захарии-Чета в родословии Годуновых вызывает у исследователей много вопросов. Такого выходца из Орды не знают ни летописи, ни официальный «Государев родословец». Если доверять генеалогическим изысканиям конца XVI века (а известна эта история стала только со времени возвышения Годуновых), то получается, что основатель рода, Чет-Захарий (1330), выехал на службу в то же самое время, когда боярином Ивана Калиты становится его внук, Дмитрий Зерно (около 1330), то есть они являются современниками. К тому же выпадает указанный в отредактированном Родословце сын Чета и отец Дмитрия Зерно — Александр.
Если предположить, что Чет жил во второй половине XIII века (ранее Александра и Дмитрия Зерно), то чем объяснить выезд на Русь одного из татарских правителей, да еще смену им веры? Таких прецедентов практически не было (кроме выезда Петра, царевича Ордынского, племянника хана Берке (1209—1266), относящийся ко временам Александра Невского и ростовского епископа Кирилла). Маловероятно, чтобы выезд «мурзы Чета», явившегося на службу Ивану Калите, не могли не заметить летописи. Так, еще в конце XIV века выезд и крещение трех знатных татар воспринимались, по словам новгородской летописи, как «диво чюдное». В общем же, как писал С. Б. Веселовский, «легенда о выезде Чета не выдерживает самой снисходительной критики ни с хронологической, ни с генеалогической, ни с общеисторической точек зрения»; сам род Захария выдающийся генеалог считал «исконно костромским».

## Семья
Три сына Дмитрия Зерно стали боярами: Иван, носивший прозвище Красный, не оставивший потомства Константин Шея и младший Дмитрий (от его сына Андрея Глаза происходили Вельяминовы).

## Комментарии
1. ↑  Родословная книга, состоявшая из сорока трех глав, содержала поколенную роспись всех значимых княжеских и боярских родов.
2. ↑  В тексте самого «Государева родословца» XVI века род Сабуровых и Годуновых был записан в 15-й по счету главе; в разных списках родословных книг эти роды включены в 14—16-ю главы[3].
3. ↑  Здесь сказано о заложении второй церкви Евпатия, но смысл записи не в том, что заложили ещё одну церковь Евпатия, речь шла о построении двух каменных церквей: Святого Василия на Ярышеве (названа в комиссионном списке Новгородской Первой летописи) и другой — Евпатия[8][9].
4. ↑  В обряде крещения татар, состоявшемся в самом начале правления великого князя Василия Дмитриевича в 1389 году, принял участие московский митрополит Киприан[16].